# Thomas Hangl
Thomas Hangl (30 giugno 1968) è un ex sciatore alpino austriaco.

## Biografia
Specialista delle prove veloci originario di Innsbruck, Hangl debuttò in campo internazionale in occasione dei Mondiali juniores di Bad Kleinkirchheim 1986; in Coppa del Mondo ottenne il miglior piazzamento nella stagione 1989-1990 in combinata (4º) e si ritirò al termine della stagione 1991-1992. Non prese parte a rassegne olimpiche o iridate.

## Palmarès

### Coppa del Mondo
- Miglior piazzamento in classifica generale: 51º nel 1990

### Campionati austriaci
- 1 medaglia[1]:
  - 1 argento (combinata nel 1991)